# Уральский сельсовет (Кугарчинский район)
Уральский сельсовет — муниципальное образование в Кугарчинском районе Башкортостана.
Административный центр — деревня Бикбулатово.

## История
Согласно Закону о границах, статусе и административных центрах муниципальных образований в Республике Башкортостан имеет статус сельского поселения.

## Население
| 2002 | 2009 | 2010 | 2012 | 2013 | 2014 | 2015 |
| ---- | ---- | ---- | ---- | ---- | ---- | ---- |
| 620  | ↗633 | ↘508 | ↘495 | ↘492 | ↘485 | ↗489 |
| 2016 | 2017 | 2018 |      |      |      |      |
| ↘479 | ↘451 | ↘434 |      |      |      |      |

## Состав сельского поселения
| № | Населённый пункт | Тип населённого пункта          | Население |
| - | ---------------- | ------------------------------- | --------- |
| 1 | Бикбулатово      | деревня, административный центр | ↘497      |
| 2 | Сыгарыш          | деревня                         |           |
| 3 | Сюрень           | хутор                           | ↘11       |

В 2015 году в составе сельсовета была образована деревня Сыгарыш.

## Известные уроженцы
- Баймурзин, Хамит Хаирварович (род. 8 февраля 1955) — российский педагог, директор Ишимбайского нефтяного колледжа (с 2011 г.), ректор Стерлитамакской государственной педагогический академии (2006—2011), депутат Государственного Собрания — Курултая Республики Башкортостан 4-го созыва[16].